# 시즈 (프로게이머)
시즈(본명: 김찬희, 2000년 12월 7일 ~ )는 대한민국의 리그 오브 레전드 프로게이머로 아이디는 Sieze이다. 포지션은 탑 라이너이다.

## 선수 생활
2019시즌을 앞두고 진에어 그린윙스에 입단하면서 프로 커리어를 시작했다. 스프링 시즌 중반 이후 말랑을 대신해 팀의 주전 정글러로 자리를 잡았다. 스프링 시즌 종료 이후 팀은 승강전으로 떨어졌지만 팀의 잔류에 기여했다. 서머 시즌에서는 말랑에게 주전을 내주면서 서브 선수로 내려가게 되었다.
2020시즌을 앞두고 팀이 챌린저스로 강등당했지만 팀에 잔류했다. 2020 스프링 시즌에서는 엄티의 백업 선수로 활동했다. 서머 시즌에서도 엄티의 백업으로 활동했다.
2021시즌을 앞두고 리브 샌드박스의 2군팀에 입단했다. 2021시즌 종료 후 팀에서 퇴단했다.

## 소속팀
| # | 팀명            | 소속 기간             | 소속 리그 | 비고 |
| - | --------------- | --------------------- | --------- | ---- |
| 1 | 진에어 그린윙스 | 2018.11.27~2020.11.17 | LCK CK    |      |
| 2 | 리브 샌드박스   | 2020.12.18~2021.11.16 | LCK       |      |

## 수상 내역
- 리그 오브 레전드 챌린저스 코리아 서머 2020 준우승